# 生殖結節
生殖結節または性器結節（英: Genital tubercle）、陰茎結節（英: Phallic tubercle）、あるいは陰核構造（英: Clitorophallic structure）とは、有羊膜類の生殖器系の発達中に存在する組織である。雄雌を問わず、哺乳類の胚の腹側尾部に形成され、原始生殖茎へと発達する。ヒトの胎児の場合、生殖結節は妊娠4週目頃に発達し、9週目には陰茎か陰核のどちらかとして認識できるようになる。これは中腎傍管によって誘導された内胚葉の増殖によるミュラー丘（英: Sinus tubercle, Müllerian eminence）とは異なる。陰茎軸または陰核が発達した後は、生殖結節という用語は、陰茎亀頭または陰核亀頭のいずれかに発達する末端部としてのみ用いられる。
男性胎児の発育では、結節の両側が腹側に接近し、男性の尿道を包む中空の管を形成する。2つの亀頭翼端は正中線で愈合し、亀頭中隔を形成する。女性胎児の場合、生殖結節は小陰唇膣前庭を挟んで未融合のまま前庭襞に付着している。生殖結節はジヒドロテストステロンに感受性があり、5α-レダクターゼを豊富に含んでおり、2ヶ月目以降に存在する胎児性テストステロンの量が出生時の陰茎の大きさの主な決定要因となる。